# Dardo (VCI)

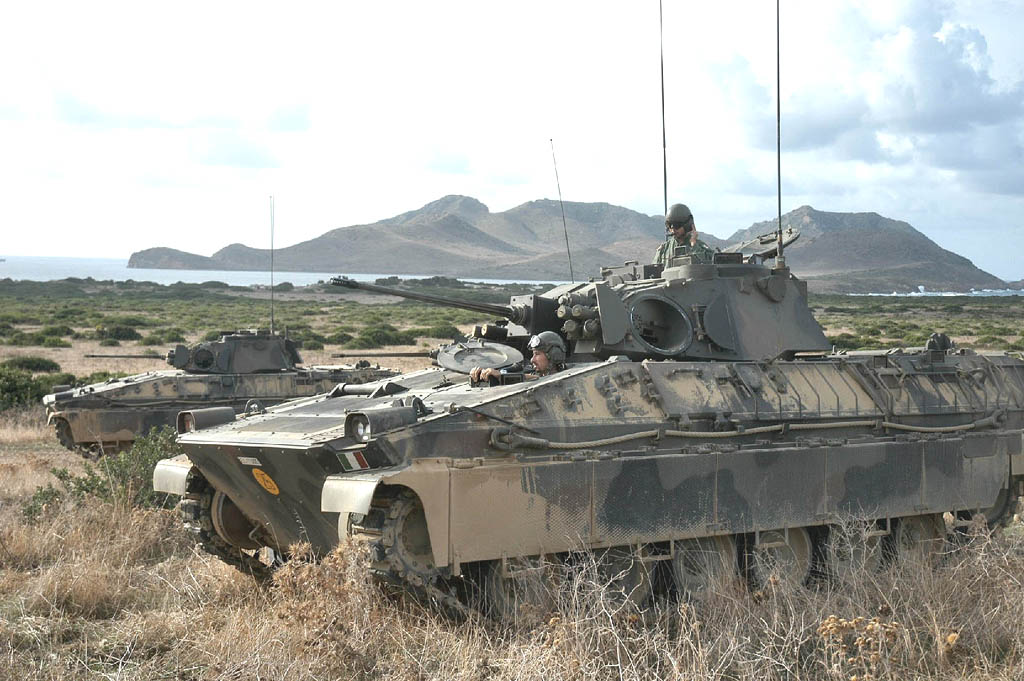
Um Dardo do Exército Italiano.

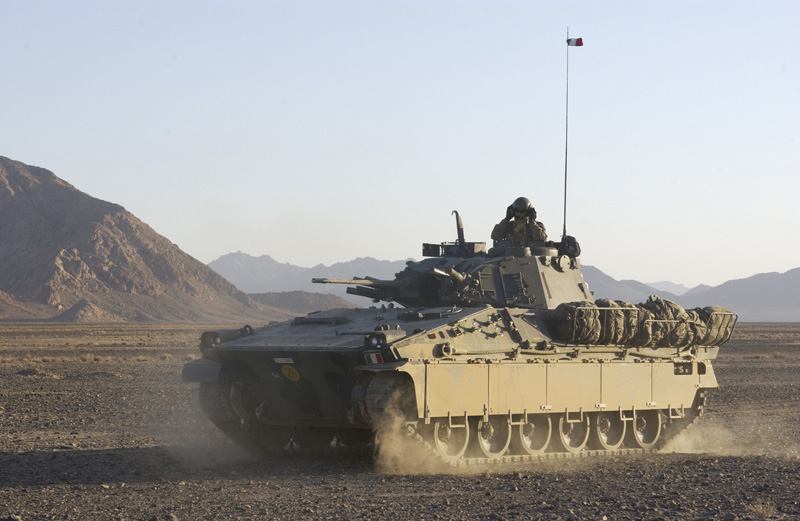
Um Dardo em ação durante a Guerra do Afeganistão.

O Dardo é um veículo de combate de infantaria desenvolvido para o Exército Italiano pelas empresas Iveco Fiat e Oto Melara, em substituição aos M113 usados. É equipado com um canhão automático de 25mm e duas metralhadoras calibre 7.62mm. Pode atingir a velocidade de 70km/h e seu peso é de 23,4 toneladas.

## Combate
Alguns Dardos foram enviados ao oriente médio, para dar apoio aos soldados italianos durante a Guerra do Afeganistão (2001–2021) e a Guerra do Iraque (2003–2011).

## Operadores
- Itália - Exército da Itália